# Lückstedt
Lückstedt este o comună din landul Saxonia-Anhalt, Germania.